# Maska (film 1985)
Maska (ang. Mask) – amerykański dramat obyczajowy z 1985 roku, w reżyserii Petera Bogdanovicha. W Polsce wyświetlany także pod tytułem Maska lwa.

## Opis fabuły
Główny bohater – Rocky jest inteligentnym i wrażliwym młodym człowiekiem. Jego problemem jest bardzo zdeformowana twarz (skutek rzadkiej choroby), która nadaje jego obliczu wygląd maski. Jego matka – Rusty stara się zrobić wszystko, aby jej dziecko miało udane dzieciństwo oraz podobne szanse na przyszłość jak jego rówieśnicy.

## Główne role
- Eric Stoltz – Roy L. „Rocky” Dennis
- Cher – Rusty Dennis
- Sam Elliott – Gar
- Laura Dern – Diana

## Nagrody i nominacje
Oscary za rok 1985
- Najlepsza charakteryzacja – Michael Westmore, Zoltan Elek

Złote Globy 1985
- Najlepsza aktorka dramatyczna – Cher (nominacja)
- Najlepszy aktor drugoplanowy – Eric Stoltz (nominacja)

Nagrody BAFTA 1985
- Najlepsza charakteryzacja – Michael Westmore (nominacja)

Festiwal Filmowy w Cannes 1985
- Najlepsza rola kobieca – Cher